# Caspar Detlev von Schulte
Caspar Detlev von Schulte, auch Kaspar Detlev von Schulte (* 13. März 1771 in Burgsittensen; † 27. Dezember 1846 in Hannover) war ein hannoverscher Staats- und Finanzminister, Mitverfasser des Staatsgrundgesetzes für das Königreich Hannover und später deren entschiedener Opponent.

## Leben

### Eltern und Geschwister
Caspar Detlev von Schulte entstammte „einer der ältesten, früher ungemein reich begüterten adeligen Familien“ des Herzogtums Bremen. Er ist der Sohn des Landrats Alexander von Schulte (* 25. Mai 1744 in Burgsittensen; † 31. Juli 1801 in Burgsittensen; beigesetzt am 7. August 1801 im Erbbegräbnis Burgsittensen) und Sophia Margareta Henriette Freifrau von Bülow (* 1749 zu Bothmer; † 9. Juli 1794 im Krankenhaus in Hamburg Altona; beigesetzt am 18. Juli 1794 in Sittensen) Er war das zweite von neun Kindern. Seine Geschwister waren: Christina Sophie Louisa (* 1770 - ?), Eleonora Carolina Wilhelmina (* 1772 - † 1846), Otto (* 1773 – † 1788), Amalie Georgine Louise (* 1774 -?), Sophie Georgine Friederike Marie Philipine (* 1784 - † 1786), Diederich Friedrich Adolph (* 1788 - † 1791), Carolina (* 1790 - † 1869), Ludowig Otto (* 1793 - † 1849).

### Ehefrauen und Kinder
Caspar Detlev von Schulte heiratete am 15. Mai 1798 in Wülfinghausen in erster Ehe Auguste Eleonore Juliane von Grote (* 1775 in Hameln - † 1799 in Hannover). Kurz nach der Geburt seiner ersten Tochter und späteren Hof-Malerin Auguste von Schulte. (* 5. März 1799 in Hannover - † 14. April 1864 in Paris) starb seine erste Frau im Kindbett. Am 15. Mai 1805 ehelichte er in Alswede auf dem gut Benkhausen in zweiter Ehe Sophie Hedwig Wilhelmine Luise von dem Busche-Münch (* 25. März 1778 in Hannover - † 16. März 1808 in Hannover). Mit ihr hatte er zwei weitere Töchter: Irmgard Wilhelmine Lucie Henriette von Schulte (* 4. Mai 1806 in Hannover - † 1. November 1857) und Sophie Wilhelmine von Schulte (* 22. Feb. 1808 - † 12. Juli 1848 in Schlangenbad). Doch auch seine zweite Frau starb im Kindbett, nach der Geburt der zweiten gemeinsamen Tochter. Am 15. Mai 1810 vermählte er sich in dritter Ehe mit Sophie Julie Luise Christine von Wangenheim; sie galt als „Schöpferin des vor dem Neuen Thore zu Hannover belegenen Schulte’schen Gartens Bella Vista,“ den sie gemeinsam mit ihrem Mann bewohnte, der jedoch von dem Gartenkünstler und Landschaftsgärtner Franz Christian Schaumburg gestaltet wurde. Mit ihr hatte er drei weitere Kinder: Pauline Henriette Julie Marianne von Schulte (* 12. August 1818 in Hannover - † 22. Dezember 1900 in Hannover), seinen einzigen Sohn und Erben Alexander Theodor Georg von Schulte (* 15. Dezember 1820 in Hannover) - 17. November 1904 in Wiesbaden) und Asta Therese Wilhelmina von Schulte (* 2. September 1823 in Hannover - † 20. Juni 1823 in Hannover)
Das Niedersächsische Landesarchiv ist im Besitz einer Handschrift Stammbuch Caspar Schulte, Burgmann zu Horneburg für die Zeit von 1607 bis 1771, in dem unter anderem ein koloriertes Wappen abgebildet ist. Urheber ist Caspar von Schulte zu Horneburg und Kuhmühlen.

### Werdegang
Kaspar Detlev von Schulte genoss Privatunterricht im elterlichen Hause und wurde so auf eine wissenschaftliche Ausbildung vorbereitet. Zum Sommersemester 1790 meldete er sich für ein Studium der Experimentalphysik an der Universität Göttingen an, wo er unter anderem Georg Christoph Lichtenberg hörte. Insbesondere beschäftigte er sich jedoch mit dem Lehnsrecht. Während des Studiums war er Mitglied des Göttinger Unitistenordens, wurde dort aber „wegen seines kalten Betragens“ bald wieder ausgeschlossen. Im Wintersemester 1791/92 wohnte von Schulte zeitweilig bei Nolte in der Zindelstraße.
1792 trat von Schulte bei der Justizkanzlei in Stade als Auditor in den hannoverschen Staatsdienst ein und wurde dort 1797 oder 1798 zum Justizrat ernannt.
1794 trat von Schulte der St. Antonii-Brüderschaft Stade bei.
Nachdem er 1802 zum Kammerrat bei der königlich kurfürstlichen Kammer zu Hannover aufgestiegen war, brachte die französische Besatzung und die Errichtung des Königreiches Westphalen einen Umsturz des bisherigen politischen Systems. Dennoch diente von Schulte in ähnlichen Stellungen in der Verwaltung, nun als Staatsrat der westfälischen Regierung unter König Jerome.
Nach dem Wiener Kongress und der Reorganisation der hannoverschen Regierung als Königreich Hannover ruhten die Amtsaufgaben von Schultes zunächst einige Zeit, wie bei vielen seiner Kollegen, die während der sogenannten Franzosenzeit der westfälischen Regierung gedient hatten. Doch schon 1818 wurde von Schulte zum Geheimen Kammerrat in Hannover ernannt und bald mit der Leitung des Land- und Wasserbau-Departements betraut. Nach seiner Ernennung 1823 zum Wirklichen Geheimen Rat wurde er schließlich 1831 zum „Staats- und Kabinettsminister für Departements der allgemeinen Finanzangelegenheiten“ ernannt, in die landschaftliche, Domanial-, Kammer- und Zoll- sowie Commerz- und Manufactursachen eingeschlossen waren.
Parallel dazu war von Schulte seit 1819 als einer der Vertreter der Bremen’schen Ritterschaft Mitglied der ersten Kammer der Allgemeinen Ständeversammlung, bekleidete längere Zeit das Amt des Generalsyndicus dieser Ständeversammlung. Dort führte er am 15. Oktober 1831 als Vorsitzender die Kommission zur Prüfung des Entwurfes des Verfassungs-Gesetzes, aus dem 1833 das von Wilhelm IV., König von Hannover, Großbritannien und Irland bestätigte sogenannte „Staatsgrundgesetz“ für das Königreich Hannover hervorging.
Nach dem Zeitungsaufruf von Kriegsrat Carl Georg Ludolph Justus von Hattorf und insbesondere Friedrich Wilhelm von Dachenhausen 1833 führte von Schulte am 27. April 1834 den Vorsitz zur konstituierenden Sitzung des Gewerbevereins für das Königreich Hannover.
Nachdem König Ernst August 1837 das Staatsgrundgesetz wieder aufhob und von Schulte sich für dessen Rechtsbeständigkeit aussprach, entließ ihn der König aus dem Dienst – wie auch alle anderen Kabinettsminister: Von Schulte selbst, der einen Amtseid auf das Staatsgrundgesetz geleistet hatte, musste am 30. Oktober 1838 die Proklamation des Königs zur Aufhebung der Verfassung unterzeichnen und trat tags darauf wieder in die Position eines einfachen Departementsministers für die Finanzen zurück.
Um sich wenigstens seine letzte Stellung zu bewahren, unternahm von Schulte alles in seiner Macht stehende, um die Wiederherstellung der Verfassung von 1833 zu vereiteln: Nachdem der Bremer Provinziallandtag 1838 den König um Wiederherstellung des Staatsgrundgesetzes gebeten hatte, versuchte von Schulte im Jahr darauf im Landtag mit der Übermacht des gesamten bremischen Adels einen Widerruf dieser Bitte zu erreichen.